# 莫拉 (新墨西哥州)
莫拉（英語：Mora）是一個位於美國新墨西哥州莫拉縣的普查規定居民點。同時該地也是莫拉縣的縣治。

## 地方資料
莫拉的座標為35°58′27″N 105°19′48″W / 35.97417°N 105.33000°W，而該地的海拔高度為2186米（即7172英尺）。根據2020年美國人口普查，該地共人口547人，而該地的面積約為20.81平方千米。